# Antonio Mohedano

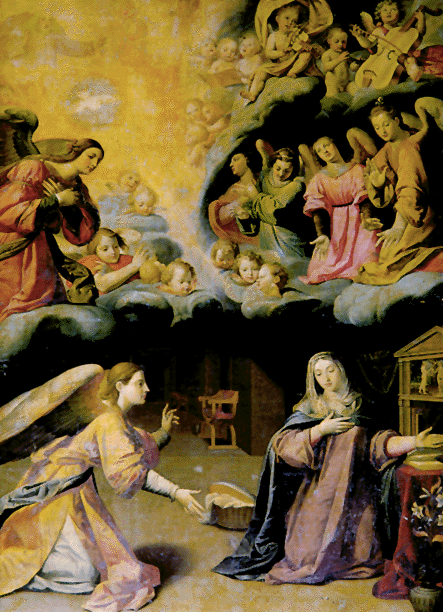
Anunciación, iglesia de la Anunciación, Sevilla, retablo mayor.

Antonio Mohedano (Lucena ?, 1563-Antequera, 1626), fue un pintor español.

## Biografía
Aunque hasta la fecha no ha podido ser determinado con certeza, debió de nacer en Lucena o Antequera hacia 1563.
Formado al parecer en Córdoba con Pablo de Céspedes, recibió también la influencia de los fresquistas italianos Julio Aquiles y Cesare Arbasia y, probablemente, de los manieristas escurialenses. Avecindado en Antequera, gozando de gran fama como pintor y cultivando con acierto la literatura hasta merecer que Pedro de Espinosa le incluyera dos sonetos en su Flores de Poetas Ilustres.
Muy celebrado en su tiempo como pintor de frescos, sus obras de este género, como la decoración del Sagrario de la catedral de Córdoba y la del claustro del convento de San Francisco de Sevilla, en colaboración con Alonso Vázquez, se han perdido. No obstante, queda por aclarar la atribución que Ceán Bermúdez le hizo de las pinturas del techo del Salón de honor del Palacio arzobispal de Sevilla (1604), que representan escenas apocalípticas y, aunque al óleo, poseen sentido de mural. También fue notoria su fama como autor de naturalezas muertas, principalmente frutas, aspecto de su trabajo desconocido actualmente y que lo relaciona con Blas de Prado y Sánchez Cotán. Esta faceta de su oficio, al decir de Diego Angulo Íñiguez, pudiera hacer de él un precursor de Francisco de Zurbarán. 
La más importante de sus obras conservadas se encuentra en la Iglesia de la Anunciación de Sevilla, formando parte del retablo mayor, junto con otras pinturas de Juan de Roelas y Francisco Varela; fechada en 1606, permite hacerse una justa idea de la fama que Mohedano alcanzó en su tiempo, al mostrar su dominio del dibujo, su exquisito sentido del volumen y la riqueza de su paleta, cuyos azules tanto celebró Francisco Pacheco. 
En Antequera se conserva el mayor conjunto de sus obras: el Museo Municipal se encuentran una versión de la Virgen de la Antigua, el llamado Cuadro votivo, que representa a la Virgen sedente con el Niño Jesús ante quienes se presentan un niño noble -sin duda, retrato de algún personaje antequerano de la época- y su Ángel de la Guarda, dos lienzos de la Asunción de la Virgen, y los de la Virgen del Silencio, la Virgen de la Palma y Santa Lucía; en el museo conventual de las Descalzas se encuentra la Virgen del Silencio, cabiendo igualmente destacar la Asunción y la Transfiguración de la Colegiata de San Sebastián, la serie no muy bien conservada de la iglesia de San Pedro y, sobre todo, la monumental Anunciación de las enjutas del arco toral de la capilla mayor de la iglesia del Carmen. Igualmente en esta ciudad se puede contemplar el tabernáculo eucarístico que diseñó para su Colegiata. 
También pintó a los doce apóstoles en la cúpula de la desaparecida iglesia de Santa Ana de Lucena. De ellos se conservan 5 frescos: San Pablo, en el ayuntamiento de dicha localidad, San Andrés en la iglesia de San Pedro Mártir, Santo Tomás y San Pedro en propiedad particular y San Juan Evangelista en el madrileño Museo del Prado.
Situado en la transición entre el manierismo y el barroco, es, como todos los andaluces de su tiempo, un pintor italianizante y ecléctico que si no concentró como Roelas su atención por el color, a la manera veneciana, lo hizo en el volumen de las figuras, anticipando con ello mucho del plasticismo zurbaranesco. Formado, como toda su generación, en el idealismo renacentista, el naturalismo de sus composiciones y el interés que mostró por los problemas claroscuristas le convierten en un auténtico precursor del barroco de 1600.